# Кьерзи-сюр-Уаз
Кьерзи́-сюр-Уа́з (фр. Quierzy) — коммуна во Франции, находится в регионе Пикардия. Департамент коммуны — Эна. Входит в состав кантона Вик-сюр-Эн. Округ коммуны — Лан.
Код INSEE коммуны — 02631.

## Население
Население коммуны на 2010 год составляло 459 человек.
| 1962 | 1968 | 1975 | 1982 | 1990 | 1999 | 2010 |
| ---- | ---- | ---- | ---- | ---- | ---- | ---- |
| 340  | 335  | 312  | 342  | 362  | 335  | 459  |

## Экономика
В 2010 году среди 279 человек трудоспособного возраста (15—64 лет) 200 были экономически активными, 79 — неактивными (показатель активности — 71,7 %, в 1999 году было 65,5 %). Из 200 активных жителей работали 179 человек (92 мужчины и 87 женщин), безработных было 21 (6 мужчин и 15 женщин). Среди 79 неактивных 23 человека были учениками или студентами, 24 — пенсионерами, 32 были неактивными по другим причинам.